# 장부가액
장부가액, 장부가격, 장부가치(book value)는 회계에서 대차대조표 계정 잔액에 따른 자산의 가치이다. 자산의 경우, 가치는 자산의 원래 비용에서 자산에 대한 감가상각, 상각 또는 손해 비용을 뺀 금액을 기준으로 한다. 전통적으로 회사의 장부가치는 총 자산에서 무형 자산과 부채를 뺀 금액이다. 그러나 실제로는 계산 출처에 따라 장부가치에 영업권, 무형자산 또는 둘 다가 다양하게 포함될 수 있다. 회사의 지적 자본의 일부인 인력에 내재된 가치는 항상 무시된다. 무형 자산과 영업권이 명시적으로 제외되는 경우 측정 기준은 유형 장부가치로 지정되는 경우가 많다.
영국에서는 순자산가치라는 용어가 회사의 장부가치를 나타낼 수 있다.

## 같이 보기
- 자본 (금융)